# Намибијски долар
Долар (код валуте NAD) је службена валута Намибије од 1993. године. Као скраћеница се користи ознака Н$. 1 долар се дели на 100 центи.
Долар је заменио јужноафрички ранд, који је био службена валута, пошто је држава била под управом Јужноафричке Републике, од 1920. до 1999. године. Ранд је и даље прихваћена валута, пошто је намибијски долар везан за ранд, 1:1. Намибија је такође била део заједничке монетарне уније са Јужноафричком Републиком, Лесотоом и Свазилендом од 1990. до 1993, када је представљен намибијски долар.
Национална Банка Намибије издаје новац од 15. септембра 1993.

## Апоени у оптицају
- Ковани новац:
  - 5 центи
  - 10 центи
  - 50 центи
  - 1 долар
  - 5 долара

- Папирни новац:
  - 10 $
  - 20 $
  - 50 $
  - 100 $
  - 200 $